# Палм-Дезерт (Каліфорнія)
Палм-Дезерт (англ. Palm Desert) — місто (англ. city) в США, в окрузі Ріверсайд штату Каліфорнія. Населення — 51 163 особи (2020).

## Географія
Місто розташоване в долині Коачелла за координатами 33°44′18″ пн. ш. 116°21′49″ зх. д. / 33.73833° пн. ш. 116.36361° зх. д. (33.738363, -116.363619).  За даними Бюро перепису населення США в 2010 році місто мало площу 69,97 км², з яких 69,44 км² — суходіл та 0,53 км² — водойми.

### Клімат
| Клімат : Палм-Дезерт       | Клімат : Палм-Дезерт | Клімат : Палм-Дезерт | Клімат : Палм-Дезерт | Клімат : Палм-Дезерт | Клімат : Палм-Дезерт | Клімат : Палм-Дезерт | Клімат : Палм-Дезерт | Клімат : Палм-Дезерт | Клімат : Палм-Дезерт | Клімат : Палм-Дезерт | Клімат : Палм-Дезерт | Клімат : Палм-Дезерт | Клімат : Палм-Дезерт |
| Показник                   | Січ.                 | Лют.                 | Бер.                 | Квіт.                | Трав.                | Черв.                | Лип.                 | Серп.                | Вер.                 | Жовт.                | Лист.                | Груд.                | Рік                  |
| Абсолютний максимум, °C    | 36,1                 | 37,8                 | 39,4                 | 42,8                 | 47,2                 | 50,6                 | 51,7                 | 49,4                 | 50,0                 | 46,1                 | 38,3                 | 33,9                 | 51,7                 |
| Середній максимум, °C      | 22,2                 | 24,1                 | 27,4                 | 30,8                 | 35,4                 | 39,5                 | 41,8                 | 41,4                 | 38,9                 | 33,3                 | 26,4                 | 21,7                 | 31,9                 |
| Середня температура, °C    | 14,6                 | 16,4                 | 20,1                 | 23,4                 | 27,6                 | 31,4                 | 34,3                 | 34,1                 | 31,1                 | 25,4                 | 18,7                 | 14,2                 | 24,3                 |
| Середній мінімум, °C       | 7,0                  | 8,9                  | 12,7                 | 15,9                 | 19,8                 | 23,4                 | 26,8                 | 26,8                 | 23,3                 | 17,6                 | 11,0                 | 6,8                  | 16,7                 |
| Абсолютний мінімум, °C     | −10,6                | −6,7                 | −3,9                 | 0,6                  | 3,3                  | 7,2                  | 15,0                 | 13,3                 | 7,8                  | −0,6                 | −5                   | −7,2                 | −10,6                |
| Норма опадів, мм           | 14                   | 16                   | 11                   | 1                    | 2                    | 0                    | 1                    | 14                   | 1                    | 7                    | 5                    | 16                   | 87                   |
| -------------------------- | -------------------- | -------------------- | -------------------- | -------------------- | -------------------- | -------------------- | -------------------- | -------------------- | -------------------- | -------------------- | -------------------- | -------------------- | -------------------- |
| Джерело: www.ncdc.noaa.gov |                      |                      |                      |                      |                      |                      |                      |                      |                      |                      |                      |                      |                      |

## Демографія
Згідно з переписом 2010 року, у місті мешкало 48 445 осіб у 23 117 домогосподарствах у складі 13 241 родини. Густота населення становила 692 особи/км².  Було 37073 помешкання (530/км²).
Расовий склад населення:
| - 82,5 % — білих - 3,4 % — азіатів - 1,8 % — чорних або афроамериканців - 0,5 % — корінних американців - 0,1 % — вихідців з тихоокеанських островів - 9,1 % — осіб інших рас |

До двох чи більше рас належало 2,5 %. Частка іспаномовних становила 22,8 % від усіх мешканців.
За віковим діапазоном населення розподілялося таким чином: 15,6 % — особи молодші 18 років, 51,5 % — особи у віці 18—64 років, 32,9 % — особи у віці 65 років та старші. Медіана віку мешканця становила 53,0 року. На 100 осіб жіночої статі у місті припадало 88,7 чоловіків;  на 100 жінок у віці від 18 років та старших — 86,4 чоловіків також старших 18 років.
Середній дохід на одне домашнє господарство  становив 81 026 доларів США (медіана — 52 892), а середній дохід на одну сім'ю — 99 895 доларів (медіана — 65 973). Медіана доходів становила 51 336 доларів для чоловіків та 48 611 долар для жінок. За межею бідності перебувало 10,8 % осіб, у тому числі 13,9 % дітей у віці до 18 років та 7,5 % осіб у віці 65 років та старших.
Цивільне працевлаштоване населення становило 20 636 осіб. Основні галузі зайнятості: освіта, охорона здоров'я та соціальна допомога — 20,7 %, мистецтво, розваги та відпочинок — 20,3 %, роздрібна торгівля — 12,4 %, науковці, спеціалісти, менеджери — 12,0 %.